# Naděžda Munzarová
Naděžda Munzarová, známá jako Naďa Munzarová, rozená Naděžda Musílková (* 8. prosince 1932 Pardubice), je česká herečka, loutkoherečka a animátorka.

## Život
Vyrůstala v Německém Brodě (dnes Havlíčkův Brod), kde její otec Josef Musílek pracoval jako železničář.
V období 1946–1952 studovala na Tylově gymnáziu v Hradci Králové, kde byla činná v ochotnickém souboru Mladá scéna, v tanečním souboru Letecké vojenské akademie, v Sokole, Junáku… V letech 1953–1957 studovala na právě vzniklé loutkářské katedře na DAMU (dramaturgie, režie, loutkoherectví, design), o které jí pověděl Luděk Munzar. V letech 1960–1968 byla odbornou asistentkou – obor herectví s loutkou na AMU.
V letech 1953–1968 (již při studiích na DAMU) pracoval celý první ročník (Musílková, Koutná, Vidlař, Podsedník, Stoklasa, Bálik, Čvančarová, Kuemell) externě v Československé televizi, především v dětském vysílání. (Jaroslav Vidlař, N. Musílková a Libuše Koutná byli po absolutoriu v roce 1957 angažováni natrvalo). Zůstala dva roky a od roku 1959 hrála externě v mnoha pořadech, seriálech a televizních pohádkách až do odchodu ze země v roce 1968. Vodila loutky medvídka Emánka spolu s Ondřejem Sekorou a Milošem Nesvadbou, vytvořila, vodila a mluvila Kačenku (pořad pro mateřské školy Mateřinky). V prvních živě vysílaných verzích seriálů např. Broučcích (1958) vodila Broučka, Medvídka Pú...). Ve filmu hrála s loutkami a technikou černého divadla až do odchodu z Československa v říjnu 1968 pod režiséry – Jan Švankmajer – Rakvičkárna, Vojtěch Jasný – Až přijde kocour, Zdenek Sirový -Pinochiova dobrodružství, v televizi pak – Jan Valášek, František Filip, Albert Mareček, Libuše Koutná, Svatava Simonová, Vlasta Janečková, s moderátorkami Štěpánkou Haničincovou a Pavlínou Filipovskou. Loutkám propůjčovali hlasy přední herci – Jiřina Jirásková, Karel Höger, František Filipovský, Vlastimil Brodský, Alena Kreuzmannová, Aťka Janoušková a mnoho dalších umělců. Od roku 1959 pracovala v „Černých divadlech“ – Jiřího Srnce, Lamkovi a Státní divadelní studio, (Semafor, Divadlo Na zábradlí, Činoherní klub). Souběžně hrála s loutkami několik let v inscenaci Národního divadla Lesní panna, ve Vinohradském Dantonova smrt, v komedii Neposedný duch a v divadle Laterna magika.
Dne 12. června 1957 se vdala za herce Luďka Munzara. V roce 1962 se jim narodila dcera Johana. Po rozvodu v roce 1964 se 28. ledna 1967 provdala za spisovatele a herce Ivana Krause. Dne 3. října 1968 odjeli s divadelní skupinou na zahraniční zájezd, z něhož se do Československa již nevrátili.
V zahraničí působili ve Wiesbadenu v trikovém studiu a na zájezdech divadla Velvets. V letech 1972–1992 pracovali oba v TV-SWF Baden-Baden v mnoha seriálech pro děti a souběžně pak od roku 1975 již samostatně po třicet let vystupovali střídavě ve Francii a v Monaku v divadle Olympie, v kabaretu Crazy Horse a v mnoha dalších evropských televizích a kabaretech, kde občas vystupují dodnes. Do Česka se vrátili po roce 1990.

## Filmografie (výběr)

### Loutkoherectví – TV seriály – film
- Rakvičkárna (1966) – film
- Ferda mravenec – (brouk Pytlík) (1960) seriál
- Mateřinky – moderace (medvídek Emánek, Kačenka, Skleněnka, Klubíčka) pravidelné vysílání
- Broučci (Brouček, 1958) a 1967 Beruška – seriály
- Telátko ze slámy (1958) a další pohádky
- Kuťásek a Kutilka na horách (1957) – seriál
- Pinochiova dobrodružství II – seriál
- Medvídek Pú, Pú – seriál
- Až přijde kocour – film
- So wie so – seriál
- X-YPSILON show – seriál
- Spass am Dienstag – seriál
- Profesor – seriál
- Alles, was im Dunkelheit noch gibt – seriál

### Animace
- filmy Trigraf studia – Wiesbaden a Saarbruecken

### Film
- Pozdní doznání – TV film (služebná)